# TCG Gökova
TCG Gökova (F-496) – turecka fregata rakietowa typu Gabya, siódma jednostka z serii. Dawny USS „Samuel Eliot Morison” (FFG-13).

## Służba w US Navy

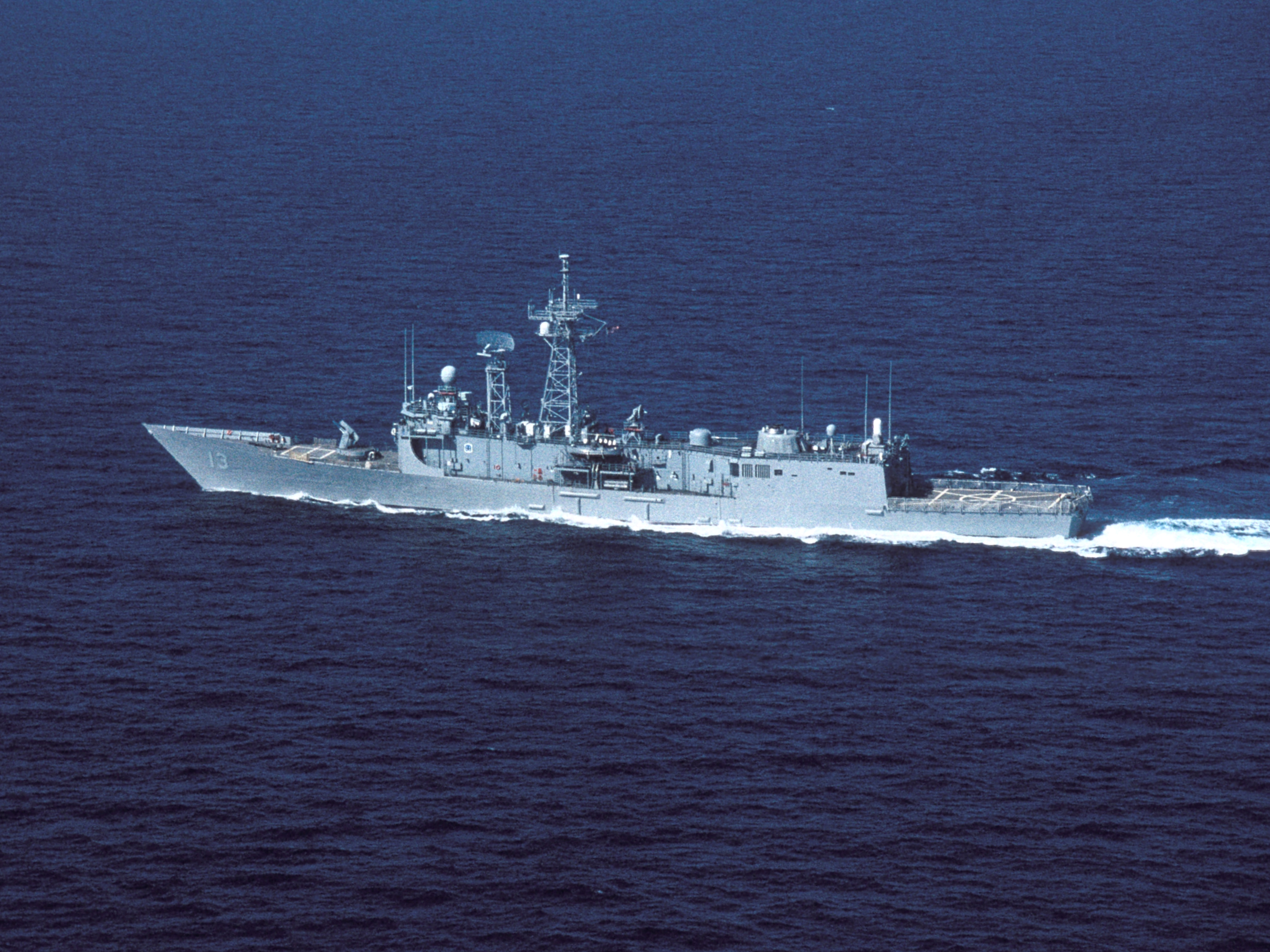
USS „Samuel Eliot Morison” (FFG-13) na oceanie Atlantyckim w 1995 roku

Stępkę pod jednostkę położono 4 grudnia 1978 roku jako jedną z fregat typu Oliver Hazard Perry. Uroczyste wodowanie odbyło się 14 lipca 1979, zaś okręt wcielono do służby w US Navy 11 października 1980 jako USS „Samuel Eliot Morison” (FFG-13). Fregatę wycofano z eksploatacji 10 kwietnia 2002 roku i przekazano ją stronie tureckiej.

## Służba w Tureckiej Marynarce Wojennej
Jednostka ta jest pierwszym z dwóch okrętów typu Oliver Hazard Perry które Türk Deniz Kuvvetleri zakupiła w 2002 roku. Tym samym okręt dołączył do trzech ex-amerykańskich jednostek, które przekazano Türk Deniz Kuvvetleri w sierpniu 1997 roku oraz w roku 1999 na zasadach programu EDA (Excess Defense Articles). Strona turecka musiała jedynie ponieść koszty związane z doprowadzeniem fregat do stanu użyteczności, zainstalowaniem uzbrojenia, przeszkoleniem załogi, dokumentacji technicznej, zapasu części zamiennych oraz amunicji. TCG „Gökova”, dawny USS „Samuel Eliot Morison” (FFG-13), wcielony został do służby 11 kwietnia 2002.
Fregata przeszła program modernizacji, który obejmował doposażenie okrętu w turecki cyfrowy system zarządzania walką o nazwie GENESIS (Gemi Entegre Savaş İdare Sistemi). System został zaprojektowany i wdrożony wspólnie przez turecką marynarkę wojenną i HAVELSAN, turecką firmę produkującą sprzęt elektroniczny i oprogramowanie.